# Comuna Cankova
Cankova (Občina Cankova) este o comună din Slovenia, cu o populație de 2.067 de locuitori (2002).

## Localități
Cankova, Domajinci, Gerlinci, Gornji Črnci, Korovci, Krašči, Skakovci, Topolovci